# Akinori Mikami
Akinori Mikami (三上 明紀 Mikami Akinori?,  nacido el 12 de junio de 1969 en Shizuoka) es un exfutbolista japonés que se desempeñaba como delantero.

## Trayectoria

### Clubes
| Club       | País  | Año         |
| ---------- | ----- | ----------- |
| Urawa Reds | Japón | 1988 - 1994 |